# Itajá (kommun i Brasilien, Goiás)
Itajá är en kommun i Brasilien.   Den ligger i delstaten Goiás, i den södra delen av landet, 500 km sydväst om huvudstaden Brasília. Antalet invånare är 5 066.
Omgivningarna runt Itajá är huvudsakligen savann. Runt Itajá är det mycket glesbefolkat, med 2 invånare per kvadratkilometer.